# Blei(II)-hexafluorosilicat
Blei(II)-hexafluorosilicat ist eine chemische Verbindung des Bleis aus der Gruppe der Hexafluorosilicate, der als Dihydrat vorliegt.

## Eigenschaften
Blei(II)-hexafluorosilicat ist als Dihydrat ein farbloser Feststoff, der in Wasser gut löslich ist. Er zersetzt sich beim Erhitzen.

## Gewinnung und Darstellung
Bleihexafluorosilicat kann durch Reaktion von Blei(II)-oxid und Hexafluoridokieselsäure gewonnen werden.
{\displaystyle \mathrm {PbO+H_{2}[SiF_{6}]\longrightarrow Pb[SiF_{6}]+H_{2}O} }

## Verwendung

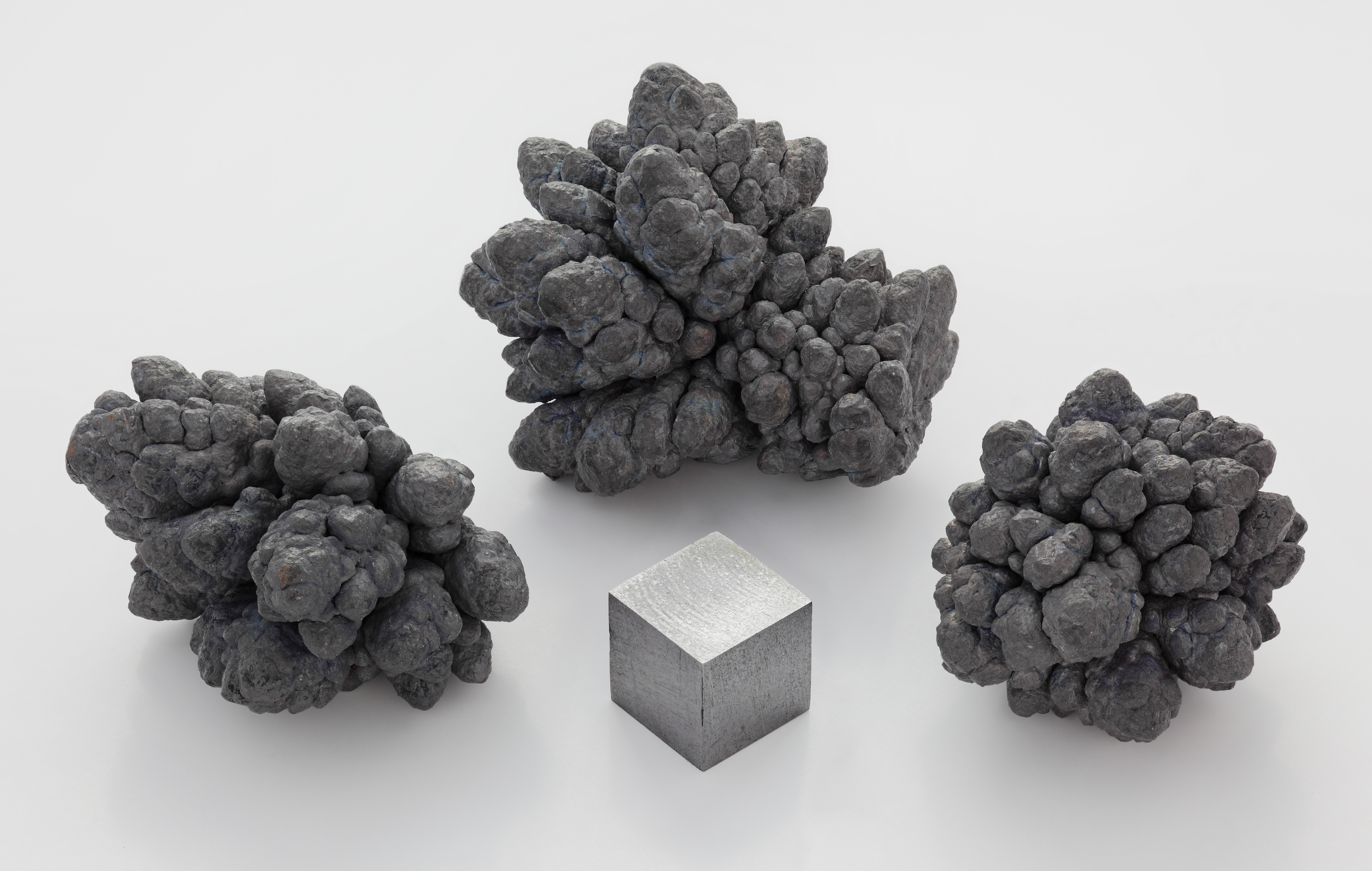
Bleiknollen, elektrolytisch aus einer Blei(II)-hexafluorosilicat-Lösung abgeschieden, 99,989 %

Blei(II)-hexafluorosilicat wurde früher zur Sanierung von Natursteinputzen verwendet.
Heute wird er noch zur Abscheidung von Blei durch Elektrolyse verwendet. Diese Methode wird auch zur Trennung von Blei und Bismut durch das Betts-Verfahren eingesetzt.